# Mahi
Mahi (Claudi Ptolemeu: Mophis; Periplus: Mais) és un riu de Madhya Pradesh, Rajasthan i Gujarat, a l'Índia. El seu nom derivaria del llac on neix (el llac Mahi). Té un curs de més de 500 km i una conca de més de 40.000 km². Neix a un llac prop d'Amjhera a Madhya Pradesh i corre uns 150 km a l'estat entrant després al Rajasthan on corre en direcció nord-nord-oest i a l'altura d'Udaipur (Rajasthan) gira cap al sud-oest i segueix aquesta direcció fins al Gujarat. En aquesta zona va donar nom a l'antiga agència de Mahi Kantha i regava també l'agència de Rewa Kantha. Passa entre el districte de Kheda i els districtes dels Panch Mahals i de Baroda i segueix en direcció sud-oest cap al districte de Broach i poc després forma un estuari prop de la població de Cambay (Khambhat) i desaigua al golf de Khambhat. El riu es pot passar fàcilment a l'època seca a Dehvan, Gajna, Khanpur i Umeta, i en quasi tot el seu curs per Rajasthan. També se l'anomena Mau, Mahu i Menda. A la seva riba hi ha quatre llocs de pelegrinatge (Mingradj Kazilpur, Angarh i Yaspur). Al lloc on el Som s'uneix al Mahi, a Baneshar (Rajasthan) hi ha un temple dedicat a Mahadeo.